# Tánaiste
Le Tánaiste (/ˈtɑːnəʃtʲə/ ; pluriel Tánaistí) est le vice-Premier ministre d'Irlande. Il est nommé à ce poste par le Taoiseach parmi les membres du gouvernement irlandais.

## Titulaire actuel
Le Tánaiste est Simon Harris depuis le 23 janvier 2025.

## Origine
Tánaiste était à l'origine le mot irlandais désignant l'héritier du chef (taoiseach) ou du roi (ri) dans le système gaélique de la tanistrie.
Ce poste a été créé par la Constitution irlandaise de 1937 en remplacement de l’ancienne fonction de vice-président du Conseil exécutif de l'État libre d'Irlande.

## Fonctions
Le vice-Premier ministre, ministre fait office de Premier ministre, en cas d'absence temporaire de celui-ci (lors d’une visite officielle à l’étranger par exemple), ou dans l'attente d'une nouvelle élection en cas de décès ou d'invalidité permanente du Taoiseach. Le Tánaiste doit obligatoirement appartenir au Dáil Éireann, et il devient ex officio membre du Conseil d'État.
En dehors de ces fonctions de représentation, le titre est essentiellement honorifique. La Constitution ne lui donne aucun pouvoir spécifique en dehors de remplacer le Taoiseach.  Dans le cadre d’un gouvernement de coalition, la charge revient généralement au leader du deuxième plus grand parti de la coalition, qui est ainsi libre de diriger le ministère qu’il désire. Dans le cadre d'un parti gouvernant seul, le Tánaiste est souvent un homme politique chevronné qui tient alors un des postes ministériels les moins importants.

## Liste desTánaistí
|     | Nom                         | Prise de fonction | Fin de fonction   | Parti politique        |
| --- | --------------------------- | ----------------- | ----------------- | ---------------------- |
| 1.  | Seán T. O'Kelly             | 29 décembre 1937  | 14 juin 1945      | Fianna Fáil            |
| 2.  | Seán Lemass (1er mandat)    | 14 juin 1945      | 18 février 1948   | Fianna Fáil            |
| 3.  | William Norton (1er mandat) | 18 février 1948   | 13 juin 1951      | Travailliste           |
|     | Seán Lemass (2e mandat)     | 13 juin 1951      | 2 juin 1954       | Fianna Fáil            |
|     | William Norton (2e mandat)  | 2 juin 1954       | 20 mars 1957      | Travailliste           |
|     | Seán Lemass (3e mandat)     | 20 mars 1957      | 23 juin 1959      | Fianna Fáil            |
| 4.  | Seán MacEntee               | 23 juin 1959      | 21 avril 1965     | Fianna Fáil            |
| 5.  | Frank Aiken                 | 21 avril 1965     | 2 juillet 1969    | Fianna Fáil            |
| 6.  | Erskine H. Childers         | 2 juillet 1969    | 14 mars 1973      | Fianna Fáil            |
| 7.  | Brendan Corish              | 14 mars 1973      | 5 juillet 1977    | Travailliste           |
| 8.  | George Colley               | 5 juillet 1977    | 30 juin 1981      | Fianna Fáil            |
| 9.  | Michael O'Leary             | 30 juin 1981      | 9 mars 1982       | Travailliste           |
| 10. | Ray MacSharry               | 9 mars 1982       | 14 décembre 1982  | Fianna Fáil            |
| 11. | Dick Spring (1er mandat)    | 14 décembre 1982  | 20 janvier 1987   | Travailliste           |
| 12. | Peter Barry                 | 20 janvier 1987   | 10 mars 1987      | Fine Gael              |
| 13. | Brian Lenihan               | 10 mars 1987      | 31 octobre 1990   | Fianna Fáil            |
| 14. | John P. Wilson              | 13 novembre 1990  | 12 janvier 1993   | Fianna Fáil            |
|     | Dick Spring (2e mandat)     | 12 janvier 1993   | 17 novembre 1994  | Travailliste           |
| 15. | Bertie Ahern                | 19 novembre 1994  | 15 décembre 1994  | Fianna Fáil            |
|     | Dick Spring (3e mandat)     | 15 décembre 1994  | 26 juin 1997      | Travailliste           |
| 16. | Mary Harney                 | 26 juin 1997      | 13 septembre 2006 | Démocrate progressiste |
| 17. | Michael McDowell            | 13 septembre 2006 | 14 juin 2007      | Démocrate progressiste |
| 18. | Brian Cowen                 | 14 juin 2007      | 7 mai 2008        | Fianna Fáil            |
| 19. | Mary Coughlan               | 7 mai 2008        | 9 mars 2011       | Fianna Fáil            |
| 20. | Eamon Gilmore               | 9 mars 2011       | 4 juillet 2014    | Travailliste           |
| 21. | Joan Burton                 | 4 juillet 2014    | 6 mai 2016        | Travailliste           |
| 22. | Frances Fitzgerald          | 6 mai 2016        | 28 novembre 2017  | Fine Gael              |
| 23  | Simon Coveney               | 30 novembre 2017  | 27 juin 2020      | Fine Gael              |
| 24  | Leo Varadkar                | 27 juin 2020      | 17 décembre 2022  | Fine Gael              |
| 25  | Micheál Martin              | 17 décembre 2022  | 23 janvier 2025   | Fianna Fáil            |
| 26  | Simon Harris                | 23 janvier 2025   | en cours          | Fine Gael              |